# Hākau
Hakau (1465. – 1510.) bio je vladar otoka Havaji.
Hākau je bio sin kralja Liloe i njegove žene Pinee te brat princeze Kapukini.
Naslijedio je svog oca 1495. godine. Imao je polubrata Umija.
Sagradio je kraljevski mauzolej u kojem je pohranio očeve kosti. Mauzolej je nazvan "Liloinom kućom".
Hākau je mrzio svog polubrata. 
Hākauova se žena zvala Pinea i imali su kćer, princezu Kukukalaniopae. Njegova unuka Haukanuinonakapuakea bila je supruga kralja Keawenuiaumija.
Hākau je ostao zapamćen kao veoma zao vladar, koji je ubijao sve muškarce koji su smatrani fizički atraktivnijima od njega. Na kraju su ga ubili njegovi podanici, kamenujući ga 1510. godine, a njegov je brat postao kralj.
| Prethodnik: | kralj Havaja Hākau | Nasljednik:  |
| Liloa       | kralj Havaja Hākau | ʻUmi-a-Liloa |